# QTorrent
QTorrent là một trình khách BitTorrent dựa trên PyQt.